# 彈幕天邪鬼 ～ Impossible Spell Card.
《彈幕天邪鬼 ～ Impossible Spell Card.》为同人社團上海愛麗絲幻樂團制作的弹幕射击游戏，是东方Project系列的第14.3作，亦是第一部名字中不含「東方」二字的東方作品。本作於第十一回博丽神社例大祭（2014年5月11日）發布，並於5月18日委託販賣。
在遊戲中，玩家需要通過操縱主人公鬼人正邪來對抗每一關卡中的頭目。然而與前作不同的是，在本作中玩家可以攜帶兩個道具來挑戰個關卡中頭目的符卡。

## 游戏系统

玩家可以利用道具來躲避「不可能的彈幕」。

本作的目標比較簡單：玩家需要控制名為「鬼人正邪」的角色，打敗遇到的每一個關卡頭目，並且要避免中彈，否則挑戰結束。無論結果是勝利還是失敗，玩家都可以隨時重新挑戰已經解鎖的關卡。
本作使用「第幾日」而非「Stage」來稱呼關卡。遊戲一共有十日，每一日有6~10關，通過至少四關之後會解鎖下一日。本作的彈幕比以往作品要密集得多，甚至幾乎無法直接躲避，因此遊戲提供了若干幫助破關的道具，例如防止中彈的布、消除自身周圍彈幕的相機等。隨著遊戲的進行，道具會逐漸解鎖。在道具完全解鎖之後，玩家可從九個道具中挑選一或兩個作為主要道具與輔助道具使用。
本作首次引入了「成就系統」，達到一定條件之後即可獲得，共有60个常规成就和10个隐藏成就。

### 道具列表
在本作之中，鬼人正邪面對大量不可能的彈幕，需要依靠各種各樣的道具來幫助自己突破難關。通過六日目第一關之後可以解鎖次要道具的裝備。
輕飄飄的布（ひらり布）
- 主位置：原地躲到布後面，使自己一段時間內不中彈。按X鍵可以控制時間長短。升級後能提升使用次數以及潛伏時間。
- 副位置：當主要道具使用完之後，可以再使用兩塊布。
- 獲得方法：初始裝備

隙間的折疊傘（隙間の折りたたみ傘）
- 主位置：在畫面的邊緣按住方向鍵與X鍵，可以邊緣到達畫面的另一端。升級後能提升使用次數與在畫面外逗留的時間。
- 副位置：任意時候都可以使用三次折疊傘。
- 獲得方法：通過一日目第一關後獲得。

天狗的玩具相機（天狗のトイカメラ）
- 主位置：能夠對一塊區域拍攝，消除那個區域中的彈幕。相機會自動裝填，在按住X鍵時能通過方向鍵拉鏡頭，鏡頭不會縮小，但是當光圈最小時會強制進行拍攝。升級後能提升拍攝次數與取景範圍。
- 副位置：提升玩家的移動速度。
- 獲得方法：通過一日目第一關後獲得。

渴望鮮血的陰陽玉（血に餓えた陰陽玉）
- 主位置：使用道具後可以瞬間移動到敵方頭目面前。升級後能提升使用的次數。
- 副位置：自身判定點變小。
- 獲得方法：進入三日目第一關時的默認裝備（需要從選關界面進入而非直接進入下一場景）

亡靈送行提燈（亡霊の送り提燈）
- 主位置：使用後會在一定時間內保持無敵狀態。此時仍可進行通常射擊，自身不會被彈。升級後能增加無敵時間。
- 副位置：在被彈的瞬間使用道具可以產生類似決死的效果。
- 獲得方法：通過三日目第一關後獲得。

四尺魔法炸彈（四尺マジックボム）
- 主位置：使用後在當前位置安放一個魔法炸彈。炸彈在一段時間後引爆，爆炸會持續一段時間，並且消除爆炸範圍內的彈幕。升級後能提升使用次數與爆炸範圍。
- 副位置：使用道具時，消除自機附近的彈幕。
- 獲得方法：通過三日目第一關後獲得。

替身地藏（身代わり地蔵）
- 主位置：每中一次彈就會自動損失一個地藏，直到地藏用光。升級後能增加地藏的持有數量和無敵時間。
- 副位置：能有1次使用地藏的機會。
- 獲得方法：進入五日目第一關時的默認裝備（需要從選關界面進入而非直接進入下一場景）

被詛咒的誘餌人偶（呪いのデコイ人形）
- 主位置：使用後在當前位置安放一個詛咒人偶，使敵方具有瞄準性質的子彈轉而攻擊這個人偶。持續一段時間後人偶會消失。升級後能增加使用時間。
- 副位置：自身的攻擊範圍增加。
- 獲得方法：通過五日目第一關後獲得。

萬寶槌（複製品）（打ち出の小槌（レプリカ））
- 主位置：在原地經過一段時間的蓄力後對正前方很近範圍內的敵人造成巨大傷害，但使用時自己會原地不動，所以需要注意安全。升級後能提升使用次數。
- 副位置：增加主要道具的使用次數、效果或持續時間。
- 獲得方法：通過五日目第一關後獲得。

## 劇情
本作的主角叫做鬼人正邪，是企圖下克上的天邪鬼。因為在前作《東方輝針城》中欺騙少名針妙丸使用萬寶槌，她被幻想鄉一些重視規矩或者希望賺取獎金的妖怪追捕。鬼人正邪找了多個去處，發現始終無法安心躲避。到了最後，她索性連躲也不躲，直接成為所有人的敵人。

## 《Gold Rush》
2014年11月16日，ZUN在数码游戏博览会2014上公開了《彈幕天邪鬼 ～ Gold Rush》（日语：弾幕アマノジャク　ゴールドラッシュ）。製作遊戲僅僅花了兩天時間，其中只有一關，而且最後只用在了現場展示，沒有單獨發行。